# Гилдхолл (Кембридж)
Гилдхолл (Кембридж) — здание в городе Кембридж, Великобритания. История постройки и существования Гилдхолла насчитывает около восьмисот лет. В дальнейшем здание неоднократно переходило от одного владельца к другому, а также менялось его целевое назначение. Последняя известная реконструкция здания была произведена в 1939 году.

## История
История постройки здания берет свое начало от 1224 года, когда оно было передано Генрихом III в пользование еврею по имени Бенджамин. Последний начал использовать здание в качестве тюрьмы, которая вскоре получила название «Еврейский дом». В 1270 году прилегающая синагога была передана в пользование предположительно францисканскому ордену. Последние со временем перебрались в построенный неподалёку монастырь, а освобождённое здание, после перестройки, в 1374 году стало использоваться в качестве ратуши и именоваться Таунхолл или Гилдхолл (англ. “Town” or “Guild” Hall). Дальнейшее упоминание о Гилдхолле относится к 1601 году, когда по распоряжению королевы Елизаветы I здание тюрьмы («Еврейского дома») рядом с ратушей было передано в пользование городскому университету. Горожане отреагировали на это решение волнениями и судебным разбирательством. В 1607 году после длительного судебного процесса было решено вернуть здание тюрьмы в собственность города. В 1747 году старое здание Гилдхолл было снесено, а на его месте построено новое сооружение по проекту архитектора Джеймса Эссекса стоимостью 2 500 фунтов. В новом Гилдхолле с достаточно скромным внутренним дизайном был построен зал для собраний, салон, кухня, коммерческие помещения включая кофейню на первом этаже. В 1788 году «Еврейский дом» перестал использоваться в качестве тюрьмы и был снесен в 1880 году спустя почти пол века существования. Территория на его месте была приготовлена под постройку частных и коммерческих объектов. В 1935 году был предоставлен проект капитального ремонта здания автором проекта которого выступил Чарльз Коулс-Войси. Против выделения бюджета в 150 тыс. фунтов стерлингов выступали горожане, но не смотря на их протесты работы шли без остановки. В 1939 году реконструкция здания была завершена, но торжественное открытие было отменено в связи с началом Второй мировой войны.
В 2011 году в Гилдхолле проходили мероприятия приуроченные памяти жертв Холокоста, включая воспоминания выживших, декламацию выдержки из новой пьесы о сэре Николасе Джордже Уинтоне, англичанине, который спас более 600 еврейских детей из оккупированной Германией Праги.